# مذهب الذرية المنطقية
مذهب الذرية المنطقية (بالإنجليزية: Logical atomism) هو اعتقاد فلسفي نشأ في أوائل القرن العشرين مع تطور الفلسفة التحليلية. وكان الفيلسوف البريطاني برتراند راسل والعمل المبكر لتلميذه النمساوي المولد وزميله في العمل لودفيج فيتجنشتاين ونظيره الألماني رودولف كارناب من الممثلين الرئيسيين لهذا المذهب.
وترى هذه النظرية أن العالم يتألف من «حقائق» منطقية نهائية (أو «ذرات») لا يمكن تقسيمها أكثر من ذلك. وبعد طرح هذا الموقف في الأصل في كتابه Tractatus Logico-Philosophicus، فإن فيتجنشتاين قد رفضه في وقت لاحق في كتابه Philosophical Investigations (تحقيقات فلسفية).
وتمت صياغة اسم هذا النوع من النظريات في عام 1918 من قبل راسل استجابة لما سماه «الشمولية المنطقية»؛ أي الاعتقاد بأن العالم يعمل بمثل هذه الطريقة بحيث لا يمكن معرفة أي جزء دون معرفة الكل أولاً. ومن الشائع أن هذا الاعتقاد يُسمى أحادية، وعلى وجه الخصوص؛ كان راسل (وجي إي موور) يتفاعلان مع المثالية المطلقة التي كانت سائدة في بريطانيا في ذلك الوقت.

## الأصل
لقد تمت صياغة هذا المصطلح لأول مرة في مقال نُشر عام 1911 من قِبل راسل. ومع ذلك، بات هذا المصطلح معروفًا على نطاق واسع فقط عندما ألقى راسل سلسلة من المحاضرات في عام 1918 تحت عنوان «فلسفة الذرية المنطقية». وقد تأثر راسل تأثرًا كبيرًا بلودفيج فيتجنشتاين، حسب ما تشير صراحة إحدى المذكرات الاستهلالية.
وتملص راسل ومور من المثالية البريطانية التي سادت الفلسفة البريطانية لما يقرب من 90 عامًا. وفي هذا السياق، قال راسل في كتابه «تطور حالتي الذهنية»(My Mental Development) «من خلال إحساس الهروب من السجن، سمحنا لأنفسنا بالتفكير أن العشب أخضر وأن الشمس والنجوم ستكون موجودة حتى ولو لم يكن هناك أحد مدرك بوجودها...».

## مبادئ الذرية المنطقية
أشار راسل إلى عقيدته الذرية على أنها تتعارض مع طبقة «الأشخاص الذين يتبعون بدرجة ما هيغل» (PLA 178).
والمبدأ الأول للذرية المنطقية هو أن العالم يحتوي على «حقائق». والحقائق هي هياكل معقدة تتكون من أشياء («تفاصيل»). وهو يعرف هذا بأن «علاقات الأشياء من حيث الحقائق الذرية» (PLA 199) تُعتبر حقيقة، إما من منطلق شيء يتمتع بخاصية أو من منطلق أشياء في علاقة ببعضها البعض بشكل أكثر سهولة. علاوة على ذلك، هناك أحكام («معتقدات»)، وهي لها علاقة بالحقائق وبهذا تكون العلاقة صحيحة أو خاطئة.
ووفقًا لهذه النظرية، حتى الأشياء العادية في الحياة اليومية «تكون على ما يبدو كيانات معقدة». ووفقًا لراسل، تُستخدم كلمات مثل «هذا» و«ذاك» للدلالة على التفاصيل. وفي المقابل، فإن أسماء عادية مثل «سقراط» هي في الواقع أوصاف قطعية. وفي تحليل «محادثات أفلاطون مع تلاميذه»، يجب استبدال «أفلاطون» بشيء ما مثل «الرجل الذي كان معلمًا لأرسطو».
في عام 1905، انتقد راسل بالفعل ألكسيوس مينونغ، الذي أدت نظرياته إلى مفارقة التواجد المتزامن وعدم وجود الأشياء الخيالية. وكانت هذه النظرية الخاصة بالأوصاف حاسمة لمذهب الذرية المنطقية، حيث إن راسل اعتقد أن اللغة تعكس الواقع.

## الفروق بين مذهب الذرية لدى راسل وفيتجنشتاين
في وقت إلقاء راسل لمحاضراته حول مذهب الذرية المنطقية، كان قد فقد الاتصال بفيتجنشتاين. وبعد الحرب العالمية الأولى، التقى راسل بفيتجنشتاين مرة أخرى وساعده على نشر Tractatus Logico Philosophicus، وهي نسخة فيتجنشتاين الخاصة بمذهب الذرية المنطقية.
وعلى الرغم من أن فيتجنشتاين لم يستخدم تعبير الذرية المنطقية، إلا أن الكتاب يتبنى معظم أفكار مذهب الذرية المنطقية الخاص براسل باستثناء نظرية المعرفة الخاصة براسل (T 5.4 and 5.5541). وبحلول عام 1918، ابتعد راسل عن هذا الموقف. ومع ذلك، اختلف كتاب Tractatus اختلافًا جوهريًا عن فلسفة راسل؛ حيث إن فيتجنشتاين اعتقد دائمًا أن راسل أساء فهم الكتاب.
وتتعلق الاختلافات بالكثير من التفاصيل، غير أن الاختلاف الجوهري هو في الفهم المختلف بشكل جوهري لمهمة الفلسفة.واعتقد فيتجنشتاين أن مهمة الفلسفة كانت لتطهير الأخطاء اللغوية. وكان راسل في نهاية المطاف مهتمًا بوضع أسس معرفية سليمة. في حين لم تحظ المسائل المعرفية، مثل كيف تكون المعرفة العملية ممكنة، باهتمام فيتجنشتاين. وفحص فيتجنشتاين «حدود العالم» وفي وقت لاحق بحث معناها.
وبالنسبة لفيتجنشتاين، كانت الميتافيزيقا والأخلاق بلا معنى، على الرغم من أنه لم يقصد التقليل من أهميتها في الحياة من خلال وصفها بهذه الطريقة. واعتقد راسل، على الجانب الآخر، أن هذه الموضوعات، لا سيما الأخلاق، على الرغم من عدم ارتباطها بالفلسفة أو العلوم وامتلاك أساس معريفي أدنى، إلا أنها كانت ذات أهمية معينة.

## التأثير وتراجع النفوذ
كان التأثير الفوري لكتاب Tractatus هائلاً، لا سيما من خلال الاستقبال الذي حظي به من قِبل مجموعة الفلاسفة التي أطلقت على نفسها اسم «دائرة فيينا». ومع ذلك، يزعم الكثير من الفلاسفة التحليليين المعاصرين أن مجموعة دائرة فيينا أساءت فهم بعض أقسام كتاب Tractatus. ومع ذلك، ربما كان الأثر غير المباشر للأسلوب هو طول المدى بشكل أكبر، لا سيما الأثر الواقع على الوضعية المنطقية. وكما فعل راسل، رفض فيتجنشتاين في نهاية المطاف مذهب الذرية المنطقية. وتمثلت ذروة هذا الرفض في الكتاب الذي نُشر بعد مماته، تحقيقات فلسفية.

## نصوص
- Russell B, (1944) "My Mental Development", in Schilpp, Paul Arturn "The Philosophy of Betrand Russell", New York, Tudorm 1951.

## وصلات خارجية
- Peter Schulte: Bertrand Russell: Philosophie des Logischen Atomismus
- Kevin Klement: Russell's Logical Atomism
- Ian Proops: Wittgenstein's Logical Atomism
- Jeff Speaks: Russell on logical constructions and logical atomism, McGill University 2004